# Mocaccino
Il mocaccino (o mokaccino) è una bevanda calda costituita da cappuccino, panna e cioccolata, talvolta con l'aggiunta di polvere di cacao.

## Descrizione
Viene solitamente servita al bar in bicchiere di vetro, in modo da rendere visibili gli strati di caffè, cioccolata e schiuma di latte (il latte montato). In alcuni locali al posto della cioccolata si usa un liquore al cioccolato leggermente alcolico.  
Spesso confuso con il marocchino, il mocaccino ha qualche similitudine anche con il bicerin, storica bevanda torinese. Altra variante è l'espressino, servito in Puglia con o senza una spruzzata di cacao in superficie. A differenza del semplice cappuccino al cioccolato, contiene una maggiore quantità di panna con l'aggiunta del cacao.

## Etimologia
La parola "mocaccino" è stata coniata partendo dal nome del porto di Mokha (o Moca, rinomata per essere stata il maggior mercato del caffè dal XV al XVII secolo) nello Yemen, unito a un diminutivo derivato dalla parola "cappuccino".